# Cuca (Galați)
Cuca is een Roemeense gemeente in het district Galați.
Cuca telt 2466 inwoners.